# Iparművészet

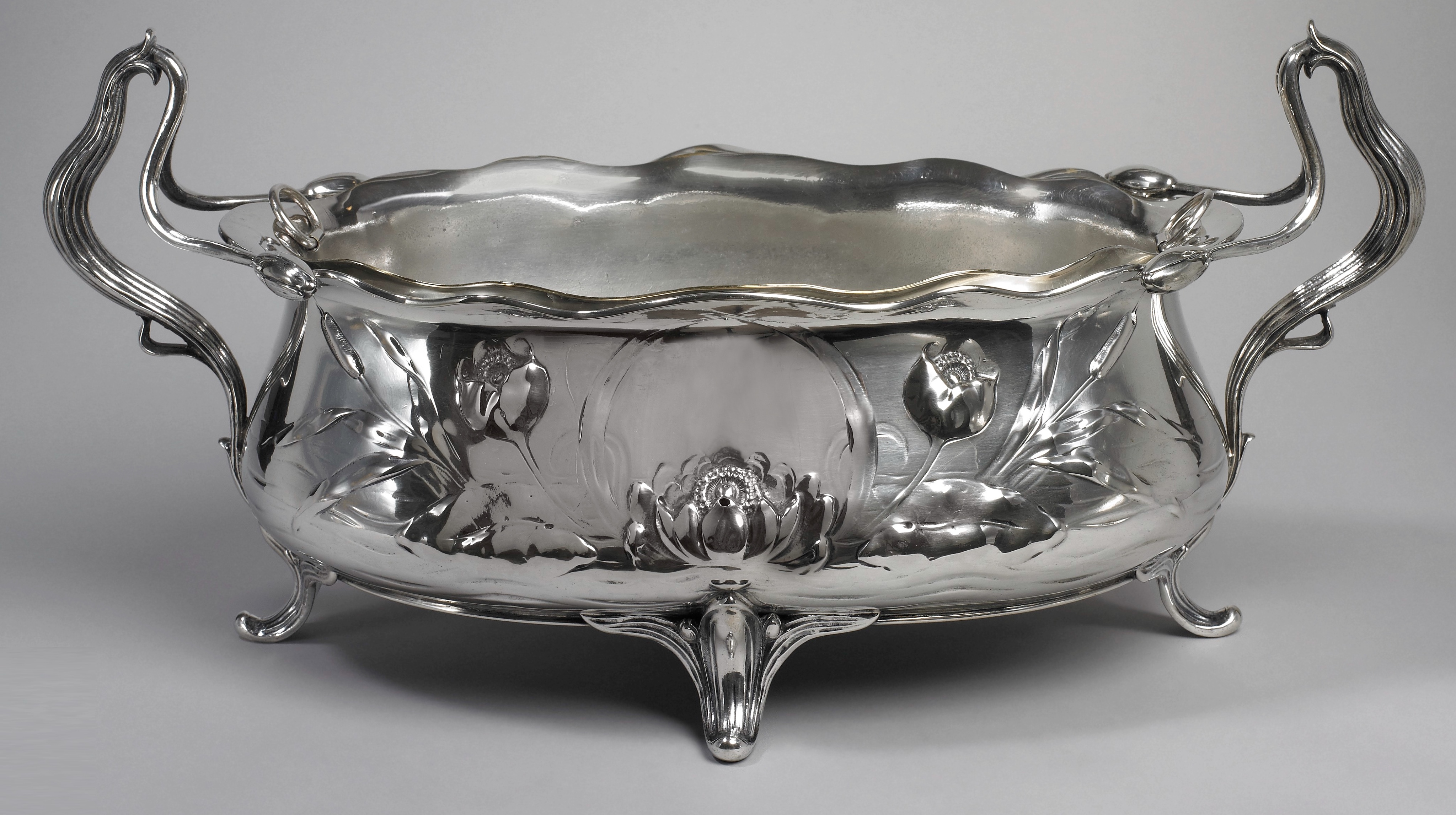
Példa a fémművességre

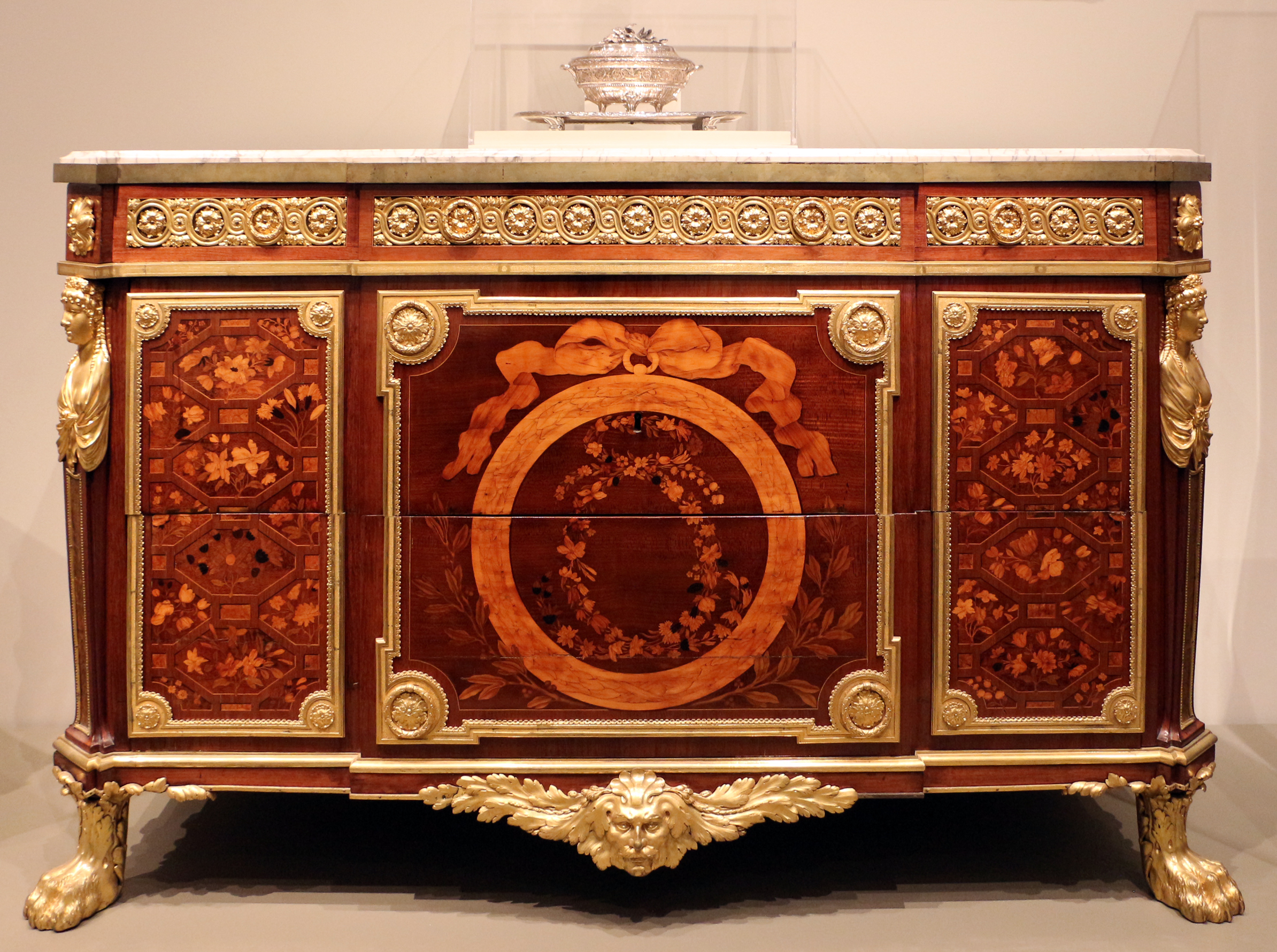
Példa a bútortervezésre

Példa a kerámiaművészetre

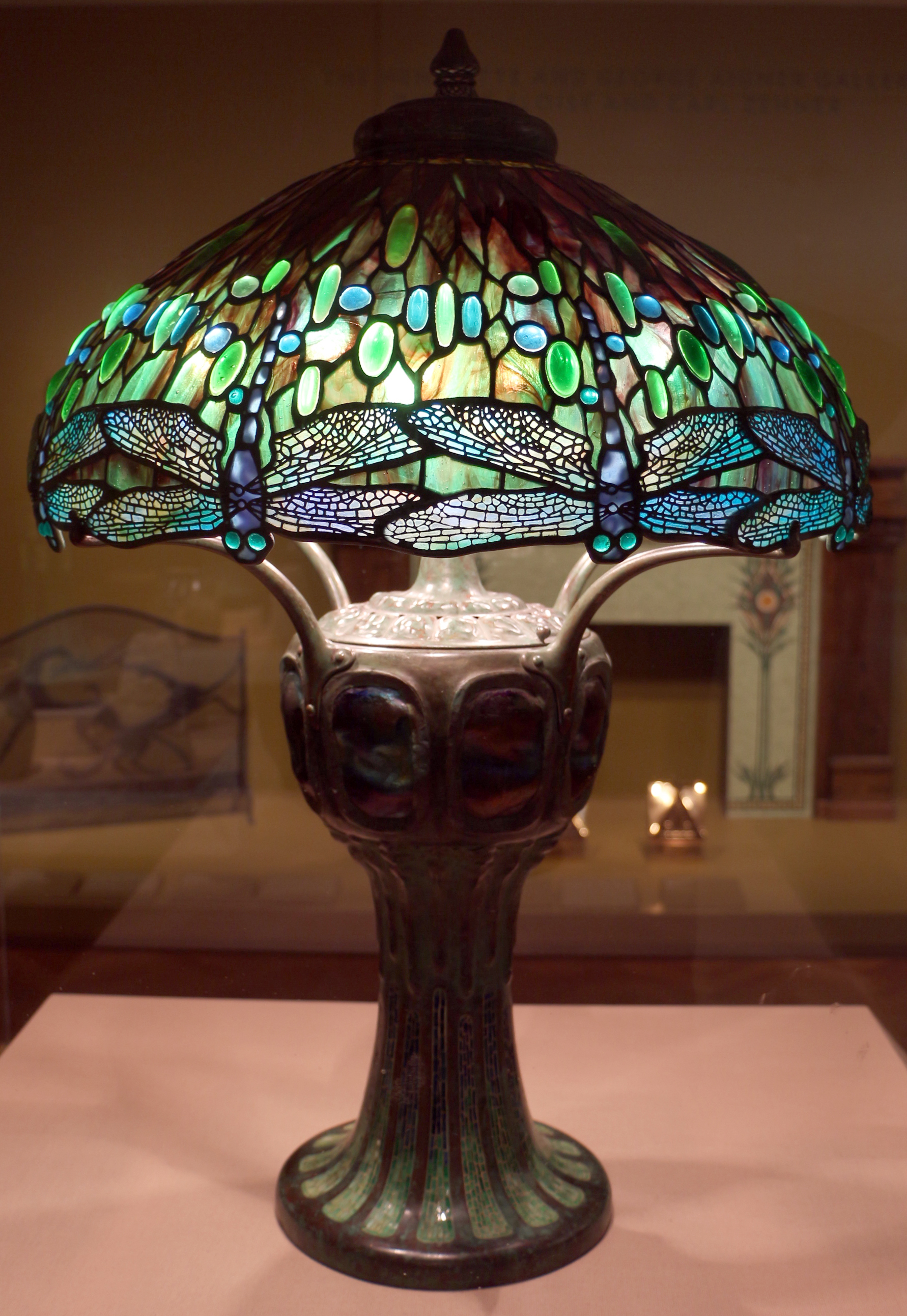
Példa az üvegművészetre

Az iparművészet a gyűjtőfogalma azoknak a tevékenységeknek, amelyekkel használati- és dísztárgyakat, művészi igényű és technikájú kivitelezéssel hoznak létre. A 20. század közepétől kezdve ide sorolják az ipari formatervezést (design) és a lakberendezést is.

## Története
Az iparművészet megjelenik már a népművészetben is. Első tárgyi emlékei kőkorszakiak. A 19. századi nagyipari termelés, a használati tárgyak sorozatgyártása az iparművészetet egy időre visszavetette. Megújhodása az angol preraffaelista irányzat idejére esik. A szecesszió, majd a Bauhaus idején ismét felvirágzott. 

## Ágai
- kerámiaműveszet
- bőrdíszművesség
- bútorművesség
- fa- és csontfaragás
- fémművesség vagy ötvösművészet
- pénztervezés
- alkalmazott grafika
- tipográfia
- könyvművészet
- textilművészet
- intarzia

### Építészet
- belsőépítészet
- lakberendezés

### Ipari formatervezés
- bútortervezés
- ipari terméktervezés (tárgytervezés)
- divattervezés
- üvegművészet
- porcelán- és kerámiaedények tervezése
- kerámiaművészet

## Lásd még
- Képzőművészet
- Éremművészet

## Külső hivatkozások
- Magyar Iparművészeti Egyetem
- divattervező.lap.hu
- divattrend.lap.hu
- Csetneki Magyar Csipke
- Antik Bútor linkgyűjtemény
- Asztalos témában linkgyűjtemény
- Kárpitos témában linkgyűjtemény
- Ékszer témában linkgyűjtemény
- Magyar keresztszemes a népművészetben